# Tobola Csaba
Tobola Csaba zenész.

## Pályafutása
Százhalombattán kezdett zenélni, első együttese Kun Péterrel Csarnoki Antallal és Bárkányi Zsolttal a Triton volt. A katonai szolgálatok szétzilálták a zenekart, így az éppen ráérő tagok a Magazin együttesben is játszottak. Miután Bárkányi "Bárisz" Zsolt letette a basszusgitárt, a Magazinos Hangyássy "Manca" László és a Triton tagjaiból alakult ki a Sing Sing első felállása. Kun Péter kiválása után ebből alakult ki a ma is ismert Sing Sing zenekar az Abaházi fivérekkel. Később Tobola is kiszállt a bandából. 
Az egykor Sziget Ferenc alapította Kanguru (Känguru-nak is irták) együttes átalakulása gyakorlatilag azt jelentette, hogy az énekes Nemcsók "Csoki" mellé beszállt Kun, Andrics és Tobola. Mivel Boros "Pöpi" Péter a Kanguruból lett a Sing Sing dobosa, igy gyakorlatilag helyet cseréltek. Ez a próbálkozas után még nekifutottak hárman Új-Triton néven, de néhány koncerten kívül nem történt semmi, a csapat feloszlott. Csaba hamarosan az Ossianban találta meg a helyét, ahol stilusa tökéletesen illeszkedett a klasszikus Heavy-Metal stilusú bandához, így meghatározó taggá vált. Rendkívül dinamikus, gyors és bonyolult témái itt tudtak érvényesülni igazán. Még a katonaság idején is tag maradt, nem váltak meg tőle. Az Ossian zenekarral 4 sorlemezt készített (+1 a válogatás lemezre néhány újrafelvett nóta), és Metal Ladyvel is felvettek egy albumot.
Az Ossian 1994-ben feloszlott, Tobola Vörös Gáborral és Maróthy Zoltánnal megalapította a hard-rock stílusú Fahrenheit zenekart. Velük három albumot adott ki. 2001-től a zenekar működése szünetel. 2006-ban és 2017-ben még összeálltak egy-egy koncertre.
1995-ben mintegy supergroup alakul meg a Kiss Forever Band, ami Kiss tribute együttes. Tagjai: Tobola Csaba-dobok, Váry Zoltán-ének/gitár, Maróthy Zoltán-szológitár és Fűzfa Pocky Zoltán-basszusgitár. Itt az első két lemezen játszik, majd 2005-ben kilépett. Ezután Csaba külföldre költözött
Tobola Csaba dobjátéka hallható még a L’art pour l’art Társulat két albumán is.

## Albumok

### Ossianegyüttessel
- Ítéletnap (1991)
- Kitörés (1992)
- Ossian 86-92 (1992)
- Emberi dolgok (1993)
- Keresztút (1994)

### Fahrenheitzenekarral
- Fahrenheit (1995)
- Egyedül (1996)
- Fahrenheit III. (1999)

### Kiss Forever Band (Kiss tribute együttes)
- Carnival of Songs (2001)
- Plug it Out (2003)